# Bielica (dopływ Kanału Nieborowskiego)
Bielica – struga w zachodniej części Pojezierza Zachodniopomorskiego na Równinie Pyrzyckiej, w powiecie pyrzyckim. Źródła Bielicy znajdują się wśród podmokłych terenów leśnych na południe od Swochowa w gminie Bielice. Na północ od wsi Nowe Linie Bielica wpływa na teren rozlewiskowy i dzieli się na kilka poddanych melioracji strug i cieków, które spełniają rolę odwadniającą, stąd często jest nazywana Swochowskim Kanałem. Dwoma nurtami łączy się z Kanałem Ostrowicy. Wpada do Kanału Nieborowskiego.
W zestawieniu PRNG występuje jako kanał o nazwie Kanał Swochowski.
W wyniku oceny stanu wód Bielicy z 2010 określono II klasę elementów biologicznych w punkcie przy drodze Linie–Bielice oraz I klasę el. biologicznych w punkcie przed ujściem do Kanału Nieborowskiego, elementy fizykochemiczne poniżej stanu dobrego oraz umiarkowany stan ekologiczny w obu punktach.